# Okres Węgrów
Okres Węgrów (polsky Powiat węgrowski) je okres v polském Mazovském vojvodství. Rozlohu má 1219,18 km² a v roce 2020 zde žilo 65 410 obyvatel. Sídlem správy okresu je město Węgrów.

## Gminy
Městská:
- Węgrów

Městsko-vesnická:
- Łochów

Vesnické:
- Grębków
- Korytnica
- Liw
- Miedzna
- Sadowne
- Stoczek
- Wierzbno

## Města
- Łochów
- Węgrów

## Demografie
Počet obyvatel (informace z 30. června 2005):
|         | Celkem | Celkem | Ženy   | Ženy | Muži   | Muži |
|         | Osob   | %      | Osob   | %    | Osob   | %    |
| ------- | ------ | ------ | ------ | ---- | ------ | ---- |
| Celkem  | 68 105 | 100    | 34 223 | 50,3 | 33 882 | 49,7 |
| Město   | 18 979 | 100    | 9767   | 51,5 | 9212   | 48,5 |
| Vesnice | 49 126 | 100    | 24 456 | 49,8 | 24 670 | 50,2 |